# (437915) 2002 GD32
(437915) 2002 GD32 ist ein großes transneptunisches Objekt im Kuipergürtel, das bahndynamisch als resonantes Kuipergürtel-Objekt (5:9–Resonanz) eingestuft wird. Aufgrund seiner Größe gehört der Asteroid möglicherweise zu den Zwergplanetenkandidaten.

## Entdeckung
2002 GD32 wurde am 7. April 2002 von Marc Buie mit dem 4,0–m–Víctor M. Blanco–Teleskop (DECam) am Cerro Tololo-Observatorium (Chile) entdeckt. Die Entdeckung wurde am 1. Mai 2003 bekanntgegeben, der Planetoid erhielt später von der IAU die Kleinplaneten-Nummer 437915.
Der Beobachtungsbogen des Planetoiden beginnt mit der offiziellen Entdeckungsbeobachtung am 7. April 2002. Im April 2017 lagen insgesamt 30 Beobachtungen über einen Zeitraum von 13 Jahren vor. Die bisher letzte Beobachtung wurde im Mai 2014 am Kitt-Peak-Observatorium (Arizona) durchgeführt. (Stand 10. März 2019)

## Eigenschaften

### Umlaufbahn
2002 GD32 umkreist die Sonne in 299,16 Jahren auf einer fast kreisförmigen Umlaufbahn zwischen 38,88 AE und 50,58 AE Abstand zu deren Zentrum. Die Bahnexzentrizität beträgt 0,131, die Bahn ist 6,58° gegenüber der Ekliptik geneigt. Derzeit ist der Planetoid 50,58 AE von der Sonne entfernt. Das Perihel durchlief er das letzte Mal 1870, der nächste Periheldurchlauf dürfte also im Jahre 2169 erfolgen.
Marc Buie (DES) klassifiziert den Planetoiden als RKBO (5:9-Resonanz mit Neptun), während vom Minor Planet Center keine spezifische Einstufung existiert, es ordnet ihn als Nicht–SDO und allgemein als «Distant Object» ein.

### Größe
Derzeit wird von einem Durchmesser von 391 km ausgegangen, basierend auf einem Rückstrahlvermögen von 4 % und einer absoluten Helligkeit von 6,1 m. Ausgehend von einem Durchmesser von 391 km ergibt sich eine Gesamtoberfläche von etwa 480.000 km². Die scheinbare Helligkeit von 2002 GD32 beträgt 23,25 m.
Da es denkbar ist, dass sich 2002 GD32 aufgrund seiner Größe im hydrostatischen Gleichgewicht befindet und somit weitgehend rund sein könnte, erfüllt er möglicherweise die Kriterien für eine Einstufung als Zwergplanet. Mike Brown geht davon aus, dass es sich bei 2002 GD32 um vielleicht einen Zwergplaneten handelt.
2002 GD32 scheint eine bläuliche (neutrale) Färbung aufzuweisen, weswegen die Albedo als vergleichsweise tief angenommen wird.
| Jahr                                         | Abmessungen km | Quelle   |
| -------------------------------------------- | -------------- | -------- |
| 2018                                         | 293,0          | Johnston |
| 2018                                         | 391,0          | Brown    |
| Die präziseste Bestimmung ist fett markiert. |                |          |